# يان هالي
يان هالي (بالإنجليزية: Ian Haley)‏ هو لاعب هوكي الحقل جنوب أفريقي، ولد في 17 مارس 1983.

## وصلات خارجية
- يان هالي على موقع الاتحاد الدولي للهوكي (الإنجليزية)
- يان هالي على موقع أوليمبيديا (الإنجليزية)